# Affilierad professor
För affiliering (bibliometri), se affiliering.
Affilierad professor är en forskare, vilken är knuten till ett universitet eller en högskola utan att vara anställd. En affiliering kan vid vissa institutioner även omfatta en person som inte är forskare, utan som verkar utanför det akademiska området, men som bedöms ha motsvarande akademisk kompetens, till exempel inom ett konstnärligt område. 
Avsikten med affilieringen är att vidga universitetets eller högskolans kontaktnät.
En affilierad forskare kallas även för adjungerad.